# Distretto di Sasang
Sasang (Hangŭl: 사상구; Hanja: 沙上區) è un distretto di Busan. Ha una superficie di 35,84 km² e una popolazione di 277.481 abitanti al 2006. Il quartiere situato nella parte occidentale di Busan, offre innumerevoli ristoranti locali e inoltre la sua stazione metropolitana collega alla linea metropolitana viola, utile per raggiungere la vicina Gimhae.